# Енергодар (катер)
«Енергодар» — водолазний морський бот проєкту 522, який входив до складу Військово-морських сил України. Мав бортовий номер U709. Названий на честь міста Енергодар.

## Історія
Водолазний морської бот «ВМ-14» був побудований в 1960 році в Ленінграді на СБЗ №370 «Петрозавода» (заводський №388). Увійшов до складу Чорноморського флоту. Під час поділу флоту в 1997 році «ВМ-14» відійшов Україні. У ВМС України отримав нову назву «Енергодар» (бортовий номер U709), базувався в Новозерном (оз.Донузлав). 30 листопада 2004 року був списаний і проданий, перероблений в цивільне судно.

## Обладнання
Устаткування включало одну водолазну станцію з допустимою робочою глибиною в 60 м, декомпрессионную камеру, а також вантажну стрілу вантажопідйомністю 1,5 т.